# とらきちのトラキッチン
『とらきちのトラキッチン』（英題：Tiger Trio's Tasty Travels）は、オインクゲームズが開発し2021年5月20日に発売したパズルゲーム。

## 概要
トラのとらきちと仲間たちがキッチンカーで各地を巡り、客に自家製の寿司を提供する。寿司を乗せた皿はキッチンカーから伸びた複数のコンベアに乗せて客のもとに届けられるが、初期状態では種類や数が注文内容と一致していないため、コンベア同士を橋渡ししてあみだくじの要領で皿を移動させたり数を増減させたりなどして注文に応じることになる。
オインクゲームズではかねてから「子ども向けのプログラミング的思考を鍛えるゲーム」の開発が計画されていたが、従来の同種ゲームは覚えることが多くとっつきにくいと感じていた。そこで、広く知られているあみだくじの仕組みを用いることで説明のハードルを下げて見た目をわかりやすくし、可愛らしいキャラクターや世界観の導入により興味の持続も図っている。

## システム
複数あるコンベアは画面上側のキッチンカーから画面下側の客たちへ向けて伸びており、左側の皿から順番に流れる。皿は緑、ピンク、黄色の3色がある。それぞれの客は皿の色や皿の上の数を指定しており、注文通りの皿を全員に届ければステージクリアとなる。ただし、「せっかちなお客さん」が登場する一部ステージでは皿の移動回数の上限があり、これを超えると結果が正しくてもクリアにならない。
中盤以降のステージでは寿司のほかにデザートの皿も登場し、寿司と同様に3色がある。デザートの皿は寿司の皿がすべて流れ終わった後に続けて流れ始める。
画面右側には皿の移動や皿の上の数の増減を行うためのコマンドがあり、後述の仲間たちがそれぞれの役割を担当している。コマンドは画面の点線部分に配置する。一部ステージではコマンドが初めから配置されている場合があり、このコマンドは変更できない。なお、各ステージには指定コマンド数以下でのクリアを目指す「コスパチャレンジ」が設定されており、達成するとステージ選択画面の該当部分に星印がつく。

## 登場キャラクター
とらきち
トラの3きょうだいの長男。緑色の皿を隣のコンベアに移動する。
とらこ
トラの3きょうだいの長女。ピンク色の皿を隣のコンベアに移動する。また、皿の上のものを1個増やす作業も行う。
とらぺろ
トラの3きょうだいの末っ子。黄色の皿を隣のコンベアに移動する。また、皿の上のものを1個減らす作業も行う。
ゴリバチョフ
ゴリラ。すべての色の皿を隣のコンベアに移動する。
うさわかまる
ウサギ。1個のものが乗っている皿を隣のコンベアに移動する。
パグボー
パグ。2個のものが乗っている皿を隣のコンベアに移動する。
ぱおどん
ゾウ。3個のものが乗っている皿を隣のコンベアに移動する。
ぺんぎんズ
ペンギンのグループ。指定した回数（1回から3回）だけ皿を隣のコンベアに移動する。寿司とデザートの両方があるステージでは、寿司を運び終わった後に回数が元に戻る。
けろり
カエル。指定した始点から終点まで皿を移動する。